# Philochortus hardeggeri
Espèce
Synonymes
- Latastia hardeggeri Steindachner 1891
- Eremias heterolepis Boettger 1893
- Latastia degeni Boulenger 1903

Philochortus hardeggeri est une espèce de sauriens de la famille des Lacertidae.

## Répartition
Cette espèce se rencontre en Somalie, à Djibouti et dans l'est de l'Éthiopie.

## Étymologie
Cette espèce est nommée en l'honneur de Dominik Kammel von Hardegger (1844–1915).

## Publication originale
- Steindachner, 1891 : Ueber neue und seltene Lacertiden aus der herpetologischen Sammlung des k. k. naturhistorisches Hofsmuseums. Annalen des K.K. Naturhistorischen Hofmuseums, vol. 6, p. 371-378 (texte intégral).